# Animal Planet (Polska)
Animal Planet – kanał telewizyjny, emitujący głównie programy dokumentalne o zwierzętach i przyrodzie.

## Emisja w Polsce
Stacja w polskiej wersji językowej wystartowała 9 września 2009 roku. Od samego początku kanał dostępny był dla abonentów platformy n (obecnie Platforma Canal+). Kolejno kanał został udostępniany dla kolejnych operatorów. Od początku emisji ramówka kanału różniła się od ramówki kanału Animal Planet w wersji SD, choć kanały nadają podobne programy. Od sierpnia 2013 roku kanał zyskał w pełni polską oprawę graficzną, a ramówka została dostosowana do potrzeb polskiego rynku i jest planowana lokalnie (wcześniej nadawano panaeuropejską wersję sygnału).
1 lutego 2015 roku Animal Planet w wersji SDTV został zastąpiony w Polsce kanałem Discovery Life. Zmiany nie dotyczyły kanału Animal Planet HD.

## Emisja na świecie
Kanał rozpoczął emisję 1 sierpnia 2007 w roku USA jako pierwszy kanał HD Discovery Communications równoczesny do wcześniejszego (simulcast). Jest dostępny na platformach cyfrowych: Dish Network, Comcast i DirecTV.

## Wybrane pogramy z ramówki
- Przygarnij psa
- Ataki rekinów
- Rezydencja surykatek
- O psach, kotach i innych pupilach
- Wszystko o psach
- Wszystko o kotach
- Policja dla zwierząt w RPA
- Policja dla zwierząt w Houston
- Policja dla zwierząt w Miami
- Upiorne robale
- Dzikie życie w Shamwari
- Szkoła dla goryli
- Najdziksza Afryka
- Początkujący weterynarze
- Zaklinacz węży
- Łowca krokodyli
- Błękitne królestwo
- Przedziwny świat owadów
- Kot z piekła rodem
- Projekt Akwarium
- Weterynarz z Antypodów
- Dziki świat Tima